# Cara Delevingne
Cara Delevingne (Hammersmith, 1992. augusztus 12. –) angol divatmodell, színésznő és énekesnő. Miután 2009-ben otthagyta az iskolát, leszerződött a Storm Managementhez. 2012-ben és 2014-ben az év modellje lett a British Fashion Awards-on.

## Élete
1992. augusztus 12-én született Londonban.
2009-ben, miután befejezte az iskolát, szerződést kötött a Storm Modell Managementtel. Delevingne megnyerte az Év modellje díjat 2012-ben, és 2014-ben. A Burberry, Murberry Dolce & Gabbana és Jason Wu showban is szerepelt. A színészi karrierjét egy kisebb szereppel indította el 2012-ben az Anna Karenina film átdolgozásában. Ő játszotta Margo Roth Spiegelmant a Papírvárosok című filmben (2015), valamint szerepelt Enchantressként a Suicide Squad című szuperhős filmben (2016).
Delevingne nyíltan biszexuális. 2015 júniusában megerősítette, hogy Annie Clark amerikai zenésszel él kapcsolatban, aki St. Vincent néven ismert.
2018 nyarától egészen 2020 áprilisáig Ashley Benson színésznő párja volt.

## Karrier

### Modell

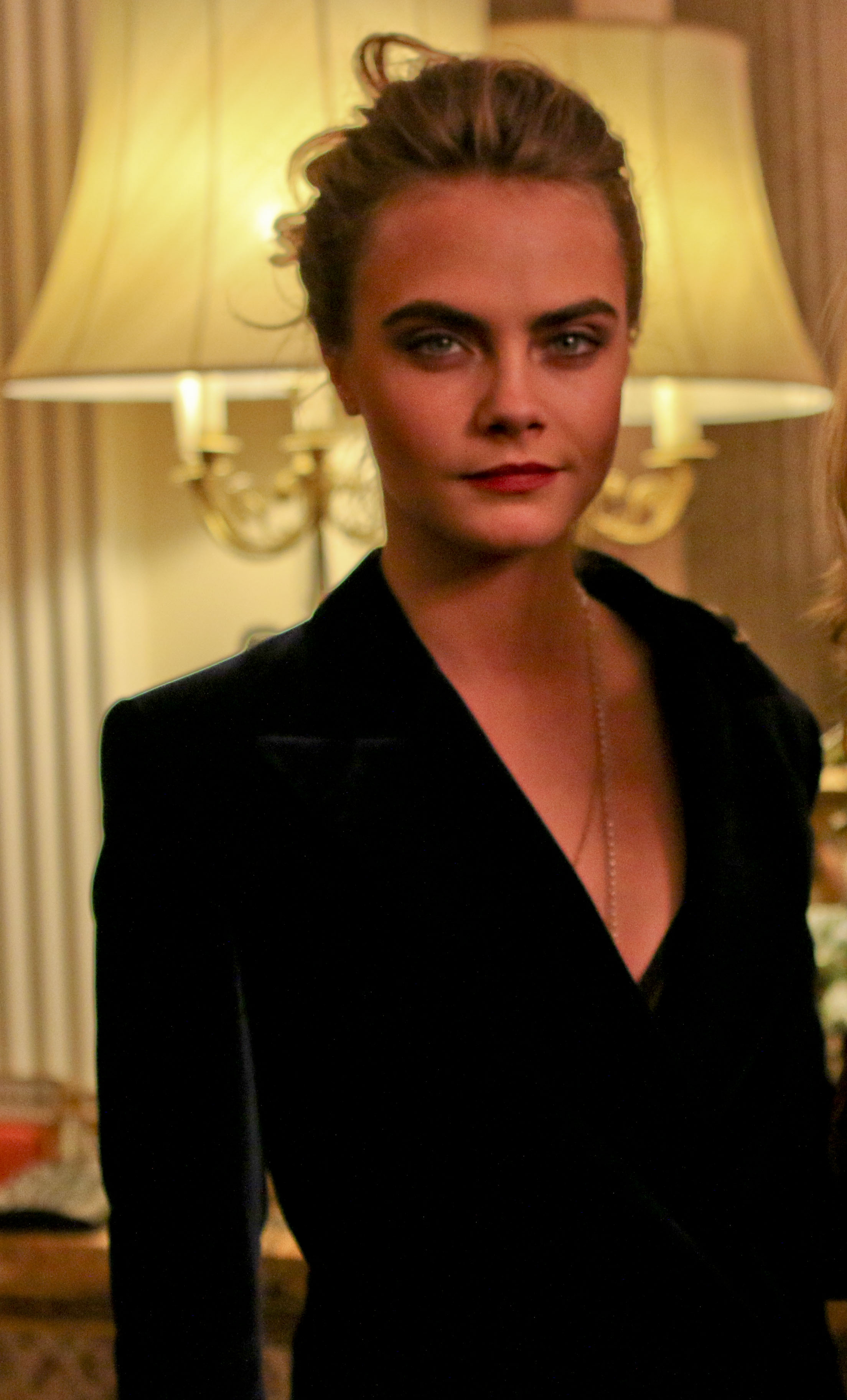
2014 szeptemberében

2009-ben kezdett el modellkedni. Első katalógusmunkáját az ASOS-tól kapta, majd első divatanyaga az őszi/téli Love Magazine számában jelent meg Posh Sans Dosh címmel.
2010-ben már egyre komolyabb felkéréseket kapott. Ekkor kezdett modellkedni a Burberry-nek, ahol először csak az elő-őszi kollekcióban fotózták az angol modellt.
2011-ben a Burberry márka szerződést ajánlott Carának a tavaszi/nyári kampányukhoz. Márciusban a Vogue és a Numero magazinban is megjelent. Ezt követően júliusban ismét megjelent a Vogue-ban, majd szeptemberben a Wonderland magazin is leközölte editoriálját. Ezután a Burberry márka az őszi kampányához is leszerződtette a modellt, illetve a H&M Authentic kollekciójának is egyik modellje volt.
A Vogue 'Best Dressed' anyagában testvérével, Poppyval együtt szerepelt. Hamarosan a felkapott modell Dominic Jones ékszereit népszerűsítette. A brit Vogue novemberi számának címlapján már Cara fotója díszelgett, továbbá decemberben a W és a török illetve kínai Vogue közölte fotóit.
2012 januárjában Cara modellkarrierjének egy csúcspontja volt, hogy a Chanel kifutójára léphetett a HC szezonban. Még ugyanebben a hónapban az S moda for El Paris magazinban jelent meg divatanyaga, illetve a címlapon is ő tündökölt.
Az év eleji őszi/téli divatheteken összesen 27 show-n vett részt (Chanel, Burberry, Nina Ricci, Oscar de la Renta, Dolce and Gabbana). New Yorkban Cara zárta a Thakoon bemutatóját, Milánóban a Moschinoét, illetve ugyanitt nyitotta és zárta a Les Copains divatház show-ját.
A Burberry megújította szerződését a fiatal modellel. A Self Service, Contributing Editor, Ponystep, Harper’s Bazaar, Brit Vogue magazinok közölték editoriálját, a Tush magazin júniusi számában pedig Cara volt a címlaplány. A Burberry kampányarca volt és az év brit modelljének választották.
A models.com szerint az 5. helyen áll a top 50 női modell listán.

## Filmográfia

### Film

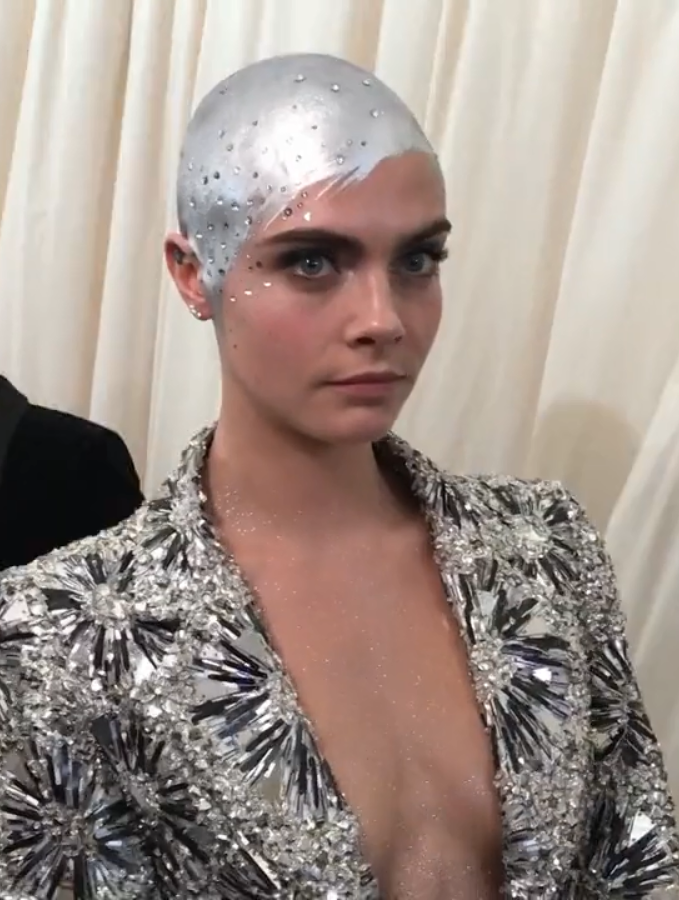
A 2017-es Met-gálán

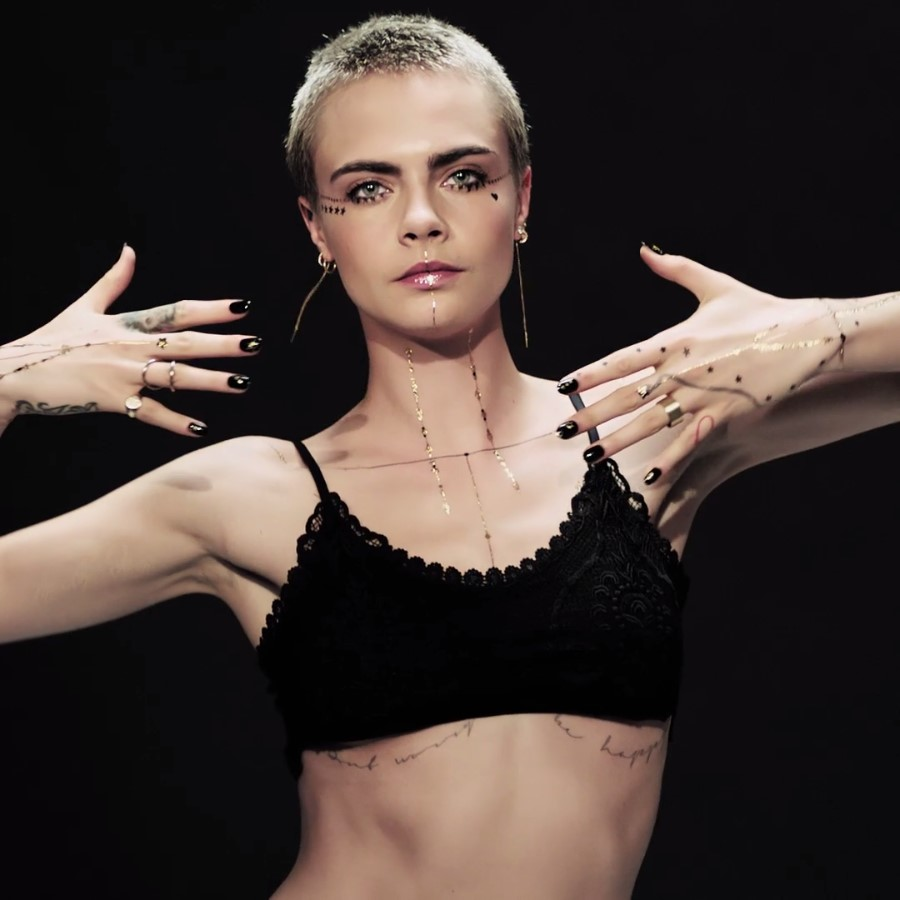
2018-ban

| Év   | Magyar cím                        | Eredeti cím                                 | Szerep                                       | Magyar hang    |
| ---- | --------------------------------- | ------------------------------------------- | -------------------------------------------- | -------------- |
| 2012 | Anna Karenina                     | Anna Karenina                               | Sorokina hercegnő                            |                |
| 2014 |                                   | Reincarnation by Chanel (rövidfilm)         | Pajkos pincérlány Erzsébet osztrák császárné |                |
| 2014 | Angyali szemek                    | The Face of an Angel                        | Melanie                                      |                |
| 2015 | Papírvárosok                      | Paper Towns                                 | Margo Roth Spiegelman                        | Nagy Katica    |
| 2015 | Pán                               | Pan                                         | Mermaid                                      |                |
| 2016 |                                   | Kids in Love                                | Viola                                        |                |
| 2016 | Suicide Squad – Öngyilkos osztag  | Suicide Squad                               | June Moone / Varázslónő                      | Tarr Judit     |
| 2017 | Valerian és az ezer bolygó városa | Valerian and the City of a Thousand Planets | Laureline                                    | Földes Eszter  |
| 2017 | Tulipánláz                        | Tulip Fever                                 | Annetje                                      | Földes Eszter  |
| 2018 | Londoni pálya                     | London Fields                               | Kath Talent                                  | Mikecz Estilla |
| 2018 |                                   | Her Smell                                   | Cassie                                       |                |
| 2020 | Egy év az élet                    | Life in a Year                              | Isabelle                                     | Nagy Katica    |

### Televízió
| Év   | Magyar cím | Eredeti cím                   | Szerep              | Megjegyzés             |
| ---- | ---------- | ----------------------------- | ------------------- | ---------------------- |
| 2014 |            | Playhouse Presents            | Chloe               | Epizód: "Timeless"     |
| 2019 |            | Carnival Row                  | Vignette Stonemoss  | Rendszeres sorozat     |
| 2019 |            | Running Wild with Bear Grylls | Önmaga              | Híresség megjelenés    |
| 2019 |            | RuPaul's Drag Race            | Önmaga (vendégbíró) | Epizód: "Monster Ball" |